# Port Jefferson (Ohio)
Port Jefferson és una població dels Estats Units a l'estat d'Ohio. Segons el cens del 2000 tenia 321 habitants.

## Demografia
Segons el cens del 2000, Port Jefferson tenia 321 habitants, 122 habitatges, i 90 famílies. La densitat de població era de 826,3 habitants per km².
Dels 122 habitatges en un 29,5% hi vivien nens de menys de 18 anys, en un 58,2% hi vivien parelles casades, en un 9,8% dones solteres, i en un 26,2% no eren unitats familiars. En el 22,1% dels habitatges hi vivien persones soles el 6,6% de les quals corresponia a persones de 65 anys o més que vivien soles. El nombre mitjà de persones vivint en cada habitatge era de 2,63 i el nombre mitjà de persones que vivien en cada família era de 2,97.
Per edats la població es repartia de la següent manera: un 22,7% tenia menys de 18 anys, un 9% entre 18 i 24, un 34,6% entre 25 i 44, un 19% de 45 a 60 i un 14,6% 65 anys o més.
L'edat mediana era de 36 anys. Per cada 100 dones de 18 o més anys hi havia 108,4 homes.
La renda mediana per habitatge era de 34.306 $ i la renda mediana per família de 47.000 $. Els homes tenien una renda mediana de 31.063 $ mentre que les dones 21.154 $. La renda per capita de la població era de 16.897 $. Aproximadament el 5% de les famílies i el 8,3% de la població estaven per davall del llindar de pobresa.

## Poblacions més properes
El següent diagrama mostra les poblacions més properes.